# Piergiorgio Di Cara
Piergiorgio Di Cara (Palermo, 1967) è uno scrittore, sceneggiatore e poliziotto italiano.

## Biografia
Si laurea in Scienze politiche all'Università degli Studi di Palermo. Entra nella Polizia di Stato nel 1993, lavorando alla Squadra Mobile di Palermo e in Calabria, nella Locride, dove dirige la sezione operativa di Siderno del Reparto prevenzione crimine. Diventa commissario nel 2002 e presta servizio alla questura di Palermo.
Ha vinto tre edizioni del Premio Orme Gialle a Pontedera.

## Opere

### Racconti
- Cammina, stronzo. Sbirri a Palermo, Roma, DeriveApprodi, 2000, ISBN 88-87423-32-6. / Palermo, il Palindromo, 2014, ISBN 978-88-98447-10-7
- Piergiorgio Di Cara, Il ragazzo dai capelli rossi, Carlo Lucarelli; Luigi Bernardi, Bologna, Zona, 2007, ISBN 978-88-89702-82-6.
- Il Sommozzatore, in Omissis, Torino, Einaudi, 2007.
- Febbraio freddo boia, in Porco killer, Morganti, 2007.
- Deve morire lo sbirro, in La legge dei figli, Meridiano Zero, 2007.
- È bella la città di notte, dedicato alla memoria del giudice Paolo Borsellino e degli agenti della sua scorta, nell'antologia Notturni palermitani, il Palindromo 2016, ISBN 978-88-98447-19-0.

### Romanzi
- Isola nera, Roma, E/O, 2002, ISBN 88-7641-507-6.
- L'anima in spalla, Roma, E/O, 2004, ISBN 88-7641-601-3.
- Hollywood, Palermo, Milano, Colorado Noir, 2005, ISBN 978-88-04-54670-2.
- Vetro freddo, Roma, E/O, 2006, ISBN 88-7641-677-3.
- Il ragazzo dai capelli rossi, Perdisa Pop, 2007, ISBN 978-88-8372-423-7.
- La stanza dei sospetti, Roma, Newton Compton, 2016,  p. 288, ISBN 978-88-541-9375-8.
- Elvis e il colonnello, Palermo, il Palindromo, 2017, ISBN 978-88-98447-35-0

## Filmografia

### Docufiction
- 2008 - Scacco al re - La cattura di Provenzano (DVD con libro), di Claudio Canepari, Piergiorgio Di Cara e Salvo Palazzolo, ISBN 9788806191832.
- 2008 - Doppio gioco, di Claudio Canepari, Salvo Palazzolo, Piergiorgio Di Cara, Riccardo Mosca e Andrea Vicario. Regia di Riccardo Mosca e Andrea Vicario.
- 2008 - Le mani su Palermo, di Claudio Canepari, Salvo Palazzolo, Piergiorgio Di Cara, Matteo Lena, Fabrizio Marini, regia di Fabrizio Lazzaretti e Matteo Lena.

fiction:
(2010) "Crimini 2", "Mork & Mindy"; soggetto Piergiorgio Di Cara; sceneggiatura Luca Rossi, Piergiorgio Di Cara;
(2011) "Il Segreto Dell'Acqua"; soggetto di serie; sceneggiatura 4ª puntata "la natività";
(2011) "Ho sposato uno sbirro 2"; consulente editoriale;
(2011) "Che dio ci aiuti"; consulente editoriale